# ピルキントン・ライブラリー
ピルキントン・ライブラリー（Pilkington Library）は、イングランドのイースト・ミッドランド、レスターシャー、ラフバラーのラフバラー大学のキャンパスにある図書館である。名称はラフバラー大学の最初の総長である、ハリー・ピルキントンにちなむ。